# Anaretella iola
Anaretella iola är en tvåvingeart som beskrevs av Pritchard 1951. Anaretella iola ingår i släktet Anaretella och familjen gallmyggor.
Artens utbredningsområde är Washington. Arten är reproducerande i Sverige. Inga underarter finns listade i Catalogue of Life.